# François Bernier
François Bernier (Joué-Étiau, 25 settembre 1620 – Parigi, 22 settembre 1688) è stato un filosofo, medico e viaggiatore francese.
Dopo una gioventù dedicata allo studio della filosofia e della medicina, partito dalla Francia nel 1656 raggiunse l'India passando dal Mar Rosso e trovò impiego alla corte del sovrano Aurangzeb, dove rimase per dodici anni. Dopo aver visitato il Kashmir ritornò in Francia passando dalla Persia. Nel 1670 presentò l'India al pubblico europeo con i suoi dettagliati resoconti degli Stati del Gran Mogol. Fu inoltre parte attiva della vita intellettuale parigina prima e dopo il suo periodo all'estero; contribuì alla diffusione del pensiero del maestro Pierre Gassendi e fu egli stesso autore di vari saggi.

## Biografia
François Bernier nacque a Joué-Étiau in Anjou il 20 settembre 1620. I genitori Pierre Bernier e Andrée Grimault erano fattori locatari delle terre del capitolo di Saint-Maurice d'Angers. Rimasto orfano a quattro anni Bernier, assieme alle sorelle Antoinette e Jeanne, fu affidato alla tutela dello zio, curato di Chanzaux. A quindici anni grazie alla protezione dei parlamentari Bochard de Champigny e François Luillier entrò nel collegio parigino di Clermont; qui strinse amicizia con Chapelle, figlio naturale di Luillier, e a casa di quest'ultimo conobbe Pierre Gassendi, a quel tempo precettore di Chapelle e altri alunni illustri quali Molière e Cyrano de Bergerac. Gassendi era il preposto alla cattedrale di Digne e filosofo di dottrina epicurea, fortemente contrario alle idee di Aristotele; impiegò come segretario Bernier, che rimase per tutta la vita suo fedele discepolo.
Nel 1647 Bernier accompagnò l'ambasciatore di Francia, Monsieur d'Arpajon, in un viaggio diplomatico in Polonia e Germania, visitando in seguito anche l'Italia e forse la Svizzera.
Al suo rientro in Francia si dedicò agli studi medici, e ricevette il dottorato dall'Università di Montpellier il 26 agosto 1652.
Nel frattempo, Bernier era entrato in un'accesa polemica con i critici del suo maestro Gassendi; in particolare, nel 1651 e 1653 rispettivamente Bernier pubblicò due dissertazioni in latino, Anatomia ridiculi muris e Favilla ridiculi muris, in cui derideva il matematico e astrologo di corte Jean-Baptiste Morin, il quale aveva criticato aspramente l'opera di Gassendi. Tuttavia Morin, protetto di Mazzarino e forte dei suoi legami con la corte romana, chiese la scomunica di Bernier, che si vide costretto ad abbandonare la disputa.

### Viaggi in Oriente
Dopo la morte di Gassendi nel 1655 Bernier iniziò i preparativi per un lungo viaggio in Oriente, che intraprese nei primi mesi dell'anno successivo. Partito da Marsiglia, visitò la Palestina e l'Egitto, risiedendo per più di un anno al Cairo dopo aver contratto la peste. Ripartito da Suez con l'intenzione di visitare il Mar Rosso nella sua interezza, Bernier fu costretto a rivedere i propri piani: gli fu dapprima fatto divieto di sbarcare a Jeddah in quanto cristiano in Terra Santa Musulmana, e in seguito fu dissuaso dal suo progetto di proseguire verso l'Etiopia dalle informazioni raccolte durante il viaggio, che suggerivano condizioni di grave pericolo per i cattolici in quell'area. Bernier s'imbarcò quindi su un vascello indiano che lo condusse a Surat, nell'attuale provincia del Gujarat, fra la fine del 1658 e l'inizio del 1659.
Da due anni negli stati dell'Impero moghul era in corso la sanguinosa guerra civile fra gli eredi del sovrano Shah Jahan a causa delle precarie condizioni di salute di quest'ultimo, guerra che si concluse con l'ascesa al trono del figlio Aurangzeb, descritta in seguito da Bernier nei suoi resoconti di viaggio. 
Mentre attraversava la regione diretto alla capitale, Bernier s'imbatté nel principe Dara Shikoh, figlio primogenito di Shah Jahan, in ritirata dopo l'ennesima sconfitta inflittagli dal fratello Aurangzeb. Dara obbligò Bernier a unirsi al suo seguito in qualità di medico, ma fu costretto poco dopo alla fuga dal tradimento dei suoi alleati.
Bernier proseguì verso Delhi, dove trovò impiego dapprima come medico presso la corte imperiale, e in seguito sotto il nobile persiano Daneshmed Khan, che fu più tardi Tesoriere reale, il quale forniva a Bernier uno stipendio mensile di centocinquanta scudi in cambio della traduzione in persiano delle opere di Cartesio e Gassendi, e di relazioni periodiche sulle ultime scoperte europee di fisica, astrologia, anatomia, chimica, fisiologia e logica. Bernier scrisse resoconti dettagliati sotto forma di lunghe lettere indirizzate ai suoi amici in Francia, descrivendo i costumi politici, religiosi, economici e sociali dell'India e le sue principali città.
Il favore dimostratogli da Daneshmed Khan consentì a Bernier di essere il primo europeo a visitare la regione del Kashmir, come parte del seguito imperiale quando Aurangzeb vi si recò in visita nel 1664. 
In seguito Bernier continuò da solo il viaggio visitando il Bengala, e accompagnò il mercante e viaggiatore Jean-Baptiste Tavernier verso Qasim Bazar e Hoogly.  Bernier visitò quindi Masulipatnam e Golconda e raggiunse Surat, dove incontrò lo scrittore Jean Chardin. Nel marzo 1668 Bernier preparò una relazione sul commercio indiano destinata al nuovo direttore della Compagnia francese delle Indie orientali, creata da Jean-Baptiste Colbert qualche anno prima. 
Bernier tornò in Francia nel 1669, passando dalla Persia e dalla Turchia.

### Il rientro in Francia
Tornato a Parigi, nel 1670 Bernier pubblicò Histoire de la Dernière Révolution des États du Grand Mogol, seguita l'anno seguente da una seconda edizione dedicata a re Luigi XIV e dalle Mémoires du Sieur Bernier sur l'Empire du Grand Mogol e relativa Suite des Mémoires du Sieur F. Bernier. Le opere, che gli valsero il soprannome di "Mogol", riscossero un notevole successo di pubblico e furono tradotta in più lingue: la prima traduzione in inglese dei Bernier's Travels uscì contemporaneamente alle edizioni francesi. Nel 1710 fu pubblicata ad Amsterdam un'edizione intitolata Voyages de F. Bernier (angevin), contenente tutti i precedenti resoconti sugli Stati del Gran Mogol e l'Industan, "arricchita da tre carte e sei figure" e con l'aggiunta della descrizione del regno del Kashmir. Queste opere sono un ritratto generale degli usi e costumi della popolazione, dell'organizzazione economica, sociale e religiosa e del contesto storico dell'India, e sono spesso state ritenute l'introduzione al pubblico francese dell'Impero moghul; Bernier stesso è stato annoverato fra i pionieri delle relazioni intellettuali e scientifiche fra Oriente e Occidente.
Dal suo rientro in Francia Bernier fu ospite assiduo dei salon di Ninon de Lenclos e Marguerite de La Sablière, che divenne sua protettrice, corrispondente e dedicataria di numerosi saggi e articoli. In questi circoli Bernier strinse rapporti con diversi degli intellettuali più famosi, fra cui Molière e il favorito di Mme de La Sablière, Jean de la Fontaine, al quale Bernier suggerì i soggetti per diverse favole. 
Bernier redasse una Requête e, assieme a Jean Racine e Nicolas Boileau, un Arrêt burlesque in difesa della filosofia di Cartesio, di cui l'Università di Parigi aveva richiesto la proscrizione.
Negli anni dal 1674 al 1678 Bernier si dedicò alla pubblicazione di un compendio in francese delle opere di Gassendi, Abrégé de la philosophie de Gassendi, a cui fece seguire nel 1682 Doutes sur quelques chapitres de l'Abrégé, in cui esponeva i propri dubbi sulla dottrina del maestro.
Bernier si occupò anche di antropologia: nel 1684, in un articolo anonimo pubblicato sul Journal des savants, propose una nuova divisione dell'umanità in quattro "razze" basata su caratteristiche morfologiche in cui, a differenza di teorie precedenti, gli abitanti di Europa, Nord Africa, India e America erano considerati parte dello stesso gruppo etnico, con particolarità minori dovute al clima e al diverso sviluppo culturale; i restanti gruppi erano composti da Africani, Asiatici e "Lapponi". Quest'opera è stata ritenuta in varia misura l'inizio della moderna classificazione razziale.
Nel 1685 Bernier fu ospite a Londra della brillante società di esiliati di cui facevano parte lo scrittore Saint-Évremond e la duchessa di Mazzarino Ortensia Mancini. Sulla via del ritorno Bernier fece probabilmente tappa in Olanda per conoscere uno dei suoi corrispondenti, il filosofo Pierre Bayle.
Bernier morì a Parigi il 22 settembre 1688 per un colpo apoplettico causato, a quanto si dice, dal procuratore generale de Harlay, che pronunciò battute di cattivo gusto su di lui durante una sua visita.

## Opere

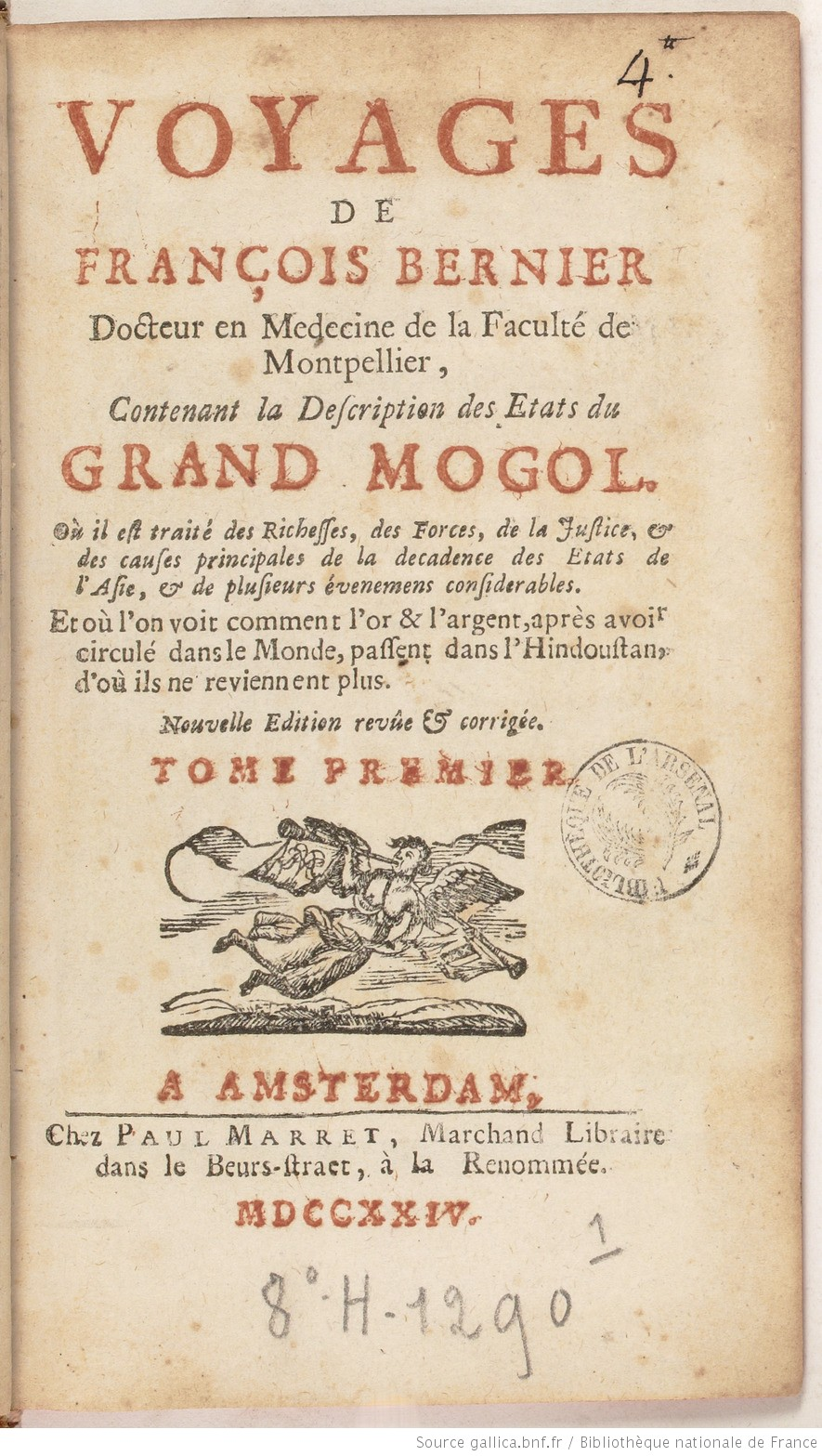
Edizione dei Voyages di François Bernier (Amsterdam, 1724)

- Anatomia ridiculi Muris, hoc est dissertatiunculæ J.-B. Morini astrologi adversus expositam a P. Gassendo philosophiam. Itemque obiter prophetiæ falsæ a Morino ter evulgatæ de morte ejusdem Gassendi; per Franciscum Bernerium Andegavum, Parigi, Michel Soly, 1651.
- Favilla ridiculi Muris, hoc est dissertatiunculæ ridicule defensæ a Joan. Bapt. Morino astrologo aduersus expositam a Petro Gassendo Epicuri philosophiam; per Franciscum Bernerium Andegavum, doctorem medicum Monspeliensem, Parigi, Edm. Martin, 1653.
- Histoire de la Dernière Révolution des États du Grand Mogol, Parigi, Cl. Barbin, 1670. 
 Una seconda edizione dedicata a re Luigi XIV dal Signor F. Bernier, medico della facoltà di Montpellier, fu pubblicata nel 1671.
- Mémoires du Sieur Bernier sur l’Empire du Grand Mogol, Parigi, Barbin, 1670-1671, 4 vol.
- Suite des Mémoires du Sieur F. Bernier sur l’Empire du Grand Mogol , L'Aia, Leers, 1671-1672.
- Voyage de Sieur F. Bernier (angevin), contenant la description des États du Grand Mogol, de L'Indoustan, du royaume de Kachemir. Enrichie de 3 cartes et six figures, Amsterdam, Marret, 1699, ristampata nel 1710, 1711 e 1724.
- Requeste des maîtres ès-arts, professeurs et régents de l’Université de Paris, présentée à la Cour souveraine du Parnasse, ensemble l’Arrest intervenu sur ladite requeste contre tous ceux qui prétendent faire enseigner ou croire de nouvelles découvertes qui ne soient pas dans Aristote, La Haye, 1671.
- Abrégé de la philosophie de M. Gassendi, Lione, 1678 . 
 Questa è l'edizione completa delle quattro parti dell'opera, pubblicata in due volumi nel 1674 e 1675; fu ristampata nel 1684 con l'aggiunta di altri opuscoli dell'autore.
- Éclaircissement sur le livre de M. de La Ville (le Père Le Valois, jésuite) intitulé: Sentimens de M. Descartes touchant l’essence et les propriétés des corps, etc, 1680. 
 Bayle ripubblicò questo lavoro nel 1684 nel suo Recueil de quelques pièces concernant la philosophie de M. Descartes.
- Doutes de M. Bernier sur quelques-uns des principaux chapitres de son Abrégé de Gassendi, Parigi, 1682.
- Traité du libre et du volontaire, Amsterdam, 1685.
- Lettre sur le Café, adressée à Phil.-Sylv. Dufour et publiée par cet auteur dans ses Traités nouveaux et curieux du Café, du Thé et du Chocolate, Lione, 1685.
- Nouvelle division de la terre par les différentes espèces ou races d’hommes qui l’habitent, envoyée par un fameux voyageur à M. l’abbé de La ***, pubblicata sul Journal des Savants, aprile 1684. 
 L'articolo fu inizialmente pubblicato anonimamente, e fu ripubblicato su le Mercure de France nel 1722, preceduto da un frammento di una lettera di Bernier a Mme de La Sablière.
- Description du canal de Languedoc, pubblicato ne Le Mercure Galant, febbraio 1688.
- Extrait de diverses pièces envoyées pour étrennes à Mme de La Sablière, pubblicati nel  Journal des Savants del 7 e 14 giugno 1688.
- Mémoire sur le Quiétisme des Indes, pubblicati nel  Journal des Savants, settembre 1688.